# Вукосав Божовић
Вукосав Божовић (Веље Брдо, код Подгорице, 23. децембар 1916 — Радовче, код Подгорице, 13. мај 1943), учесник Народноослободилачке борбе и народни херој Југославије.

## Биографија
Рођен је 23. децембра 1916. године у селу Веље Брдо, код Подгорице.
Након завршетка гимназије у Подгорици, радио је као службеник. Као младић је приступио револуционарном омладинском покрету, а 1937. године је постао члан Комунистичке партије Југославије (КПЈ).
Као секретар партијске ћелије у Вељем Брду, био је један од организатора Тринаестојулског устанка, у свом крају, 1941. године. Потом се борио у Петој пролетерској црногорској бригади, где је био политички комесар Треће чете Четвртог батаљона.
Погинуо је 13. маја 1943. године у борби са четницима, у близини села Радовче, код Подгорице.
Указом председника Федеративне Народне Републике Југославије Јосипа Броза Тита, 27. новембра 1953. године, проглашен је за народног хероја.